# エフエムアップルウェーブ
エフエムアップルウェーブ (FM APPLE WAVE) は、青森県弘前市の一部地域を放送対象地域として超短波放送（FM放送）をする特定地上基幹放送事業者であるアップルウェーブ株式会社が実施するコミュニティ放送の愛称である。

## 概要
2000年（平成12年）開局。津軽地方では2番目、青森県で4番目、日本では130番目に開局したコミュニティ放送局である。
弘前市では、1989年（平成元年）に弘前青年会議所が主体となって「アップルフェア推進協議会」を設立。同協議会は、1998年（平成10年）の「ジャパンアップルフェア'98」で、イベント放送局（呼出符号JOYZ2G-FM、呼出名称アップルフェアイベントエフエムほうそう、周波数76.4MHz、空中線電力10W）を開設した。
このイベント放送局の好評を受けコミュニティ放送局開局の機運が高まり、翌1999年（平成11年）に弘前商工会議所が中心となって設立準備会が立ち上がり、免許人とすべくアップルウェーブ株式会社を設立、開局に至った。
出資比率から協同組合日専連弘前がマスメディア集中排除原則にいう支配関係にある。
FMアップルウェーブの理念は、「地域の活性化」、「市民情報の共有化」、「地域の防災」。
本社・演奏所（スタジオ）は、開局当初は弘前市土手町の「したどてスカイパーク」にあったが、2012年（平成24年）に土手町の複合施設「土手町コミュニティパーク」の開業と同時に移転した。本社・スタジオはA館コミュニケーションプラザ3階にあり、B館ごちそうプラザ1階にサテライトスタジオ「ストリートビュースタジオ」がある。また、中央弘前駅近くの土手町のまちなか情報センターにもサテライトスタジオがある。
送信所は土手町の弘前パークホテルにあり、放送局（現・特定地上基幹放送局）の呼出符号はJOZZ2AR-FM、呼出名称はエフエムひろさきアップルウェーブ、周波数78.8MHz、空中線電力は20Wで放送区域は弘前市の一部地域。
- 聴取可能市町村は弘前市・黒石市・五所川原市・平川市・西目屋村・藤崎町・田舎館村・板柳町・大鰐町・鯵ケ沢町・鶴田町・つがる市の一部・青森市の一部（浪岡地区）、聴取可能人口は40万人[1]と称している。

インターネット配信はJCBAインターネットサイマルラジオによる。
日曜深夜も含め24時間放送。自社制作番組のほか、弘前市の特定非営利活動法人コミュニティネットワークCAST（キャスト）が制作する番組がある。その他J-WAVE・スターデジオの番組も放送する。
弘前市とは「災害時における放送に関する協定」を締結している。

## 沿革
- 1999年（平成11年）
  - 10月5日 - アップルウェーブ株式会社設立[1]。
  - 11月25日 - 放送局の予備免許取得[13]。
- 2000年（平成12年）
  - 3月1日 - 放送局の免許取得[3][14]。
  - 3月4日 - 開局[14][1]。当初は100%自主制作で、朝6時から夜9時まで放送。
- 2001年（平成13年）1月4日 - 100%自主制作で24時間放送開始
  - のちに日本コミュニティ放送協会（JCBA）や東北コミュニティ放送協議会、青函コミュニティFMネットワーク協議会制作の番組を放送するにあたりネット番組を開始。
  - 衛星放送（SAT）のネット受け（再送信）の構想も上がり、隣接していた田舎館村のコミュニティ放送局のエフエムジャイゴウェーブは、ミュージックバードと再送信契約していたため、アップルウェーブは再送信をする当時コミュニティ放送局の新規展開をしていなかったJ-WAVEと再送信契約をした。
- 2003年（平成15年）4月 - J-WAVEとスターデジオの再送信を開始。
- 2004年（平成16年）7月 - 再送信はスターデジオのみとなる。
- 2006年（平成18年）10月1日 - 番組を大幅に改編し、J-WAVE再送信を再開。
- 2010年（平成22年）4月1日 - 弘前市と「災害時における放送に関する協定」を締結[12]。
- 2012年（平成24年）12月 - 土手町コミュニティパークが開業[15]。本社・スタジオをしたどてスカイパークから移転。
- 2014年（平成26年）11月1日 - JCBAインターネットサイマルラジオによるインターネット配信開始。
  - 自主制作番組（月 - 金・日 7:00 - 22:00、土 7:00 - 23:00）の配信開始。ただしJ-WAVEやスターデジオなど一部の音楽番組が放送される場合は聴取できない。

## 主なパーソナリティ
- 丹代香子
- 花田由香子
- 近藤志織
- 能登谷智美（主にレポーター業務）
- 阿保史子（元社員パーソナリティー、現在は契約パーソナリティーとして復帰）
- 成田樹里（2009年10月で退社、2010年10月から契約パーソナリティーとして復帰）
- 倉田和恵（契約パーソナリティー）
- 増田由美子（契約パーソナリティー）
- 藤田亜希子（契約パーソナリティー、元青森朝日放送アナウンサー、FMごしょがわら『フォーチュン☆Radio』金曜パーソナリティーも兼務）
- オダギリユタカ（歌手、契約パーソナリティー）

### 過去在籍したパーソナリティ
- 柳沢ふじこ（2006年3月31日で退社）
- 佐々木信之助
- 斎藤さやか（2010年4月入社、3か月後に退社）
- 稲葉みどり（2010年9月30日で退社）
- 小野亮子 （2010年9月入社）
- 赤城麻依子（2010年9月入社）
- 鈴木真由美（2012年3月31日で退社[16]）
- 津島綾乃（元社員パーソナリティー、出産を機に契約パーソナリティーとして復帰）
- 對馬海香（契約パーソナリティー元FM青森レポーター）
- 清水司（お笑いコンビ「山田八木橋」のメンバー兼、劇団サザンカンフォート主宰）
- 柴田仁

## 自社制作番組
2024年4月現在
- ★印は、本社スタジオから生放送
- ⚪印は、ストリートビュースタジオから生放送
- ◎印は、CAST制作番組

### 自社制作 生ワイド番組
- モーニングカフェラッチェ 情報満載生ワイド!（月 - 金 7:00 - 8:55）★
- きらり☆ハッピートーク（月 - 金 9:30 - 12:00）⚪
- ゴゴナビ!!（月 - 金 13:00 - 15:50）○
- 夕やけワイド あかねルート788（月 - 金 17:00 - 18:55）⚪
- 夜は気ままに!（月 - 金 20:00 - 21:00） ◎
- Weekend Channel（土 8:00 - 10:55）⚪
- 弘大 ラジオ（第3週 土 19:00 - 21:00）◎

### その他
- 弘前市議会TODAY（市議会一般質問が行われる日の20時から録音放送。録音放送が21時30分以降に及ぶ場合は、以降の番組は、休止又は途中飛び乗りとなり、20時から21時30分に放送される予定だった番組は放送日時が変更される。）
- 80’s CRUISING
- やじうまウィークリー
- メモリアルグラデュエーション（西暦）～小学校卒業生のメッセージ～ - 3月下旬（年度末）に放送。弘前市内（2025年は周辺市町村を含む）の小学校を卒業する6年生児童とその担任教諭のメッセージを放送する特別番組[18]。

### 過去の自社制作 生ワイド番組
- サタ生カフェラッチェ（土 7:00 - 8:45）
- ちゅはんめワイド（月 - 金 9:30 - 11:50）
- きらりおしゃべりアベニュー（月 - 木 9:30 - 11:50）
- 午後ワイドGO2ナビゲーション!!（月 - 金 13:00 - 15:50）
- 788（ナハハ）ランチョンマップ （土 10:00 - 13:00）
- ごっくん生ラジオ （土 13:00 - 16:00）
- 土曜の午後はwakuwaku弘前（土 13:00 - 16:00）

### 県域放送局との共同番組
2004年（平成16年）4月から2007年（平成19年）3月まで、県域放送局のエフエム青森（JFN系）との同時生放送番組「レディオジャンクション」（土 17:00 - 18:00）を放送していた。この番組は、弘前市土手町のまちなか情報センターサテライトスタジオからの公開生放送であった。また、2007年（平成19年）4月から2009年（平成21年）3月までは、毎週金曜日14時台にコーナー「RadioジャンQ!」の同時生放送を行っていた。
2009年（平成21年）4月からは、「フライデーSMASH☆☆」（金 17:00 - 18:54）の番組内で、18:41からコーナー「RADIOジャンQ」の同時生放送を行っている。

## アップル号
2000年（平成12年）1月の開局前から使用していた中継車。ベース車は日産・セレナ。放送用FM中継波400MHz帯ワイドラジオマイク。出力10W。
2005年（平成17年）9月に更新され、2代目アップル号が登場した。ナンバープレートは周波数と同じ788。ベース車輌も変わらずセレナである。

## 動画配信
コミュニティ放送のほか、iPhoneとUSTREAMを利用した「アップルストリーム」として弘前市周辺から動画生中継を行っており、アーカイブ動画ページも開設されている。地域のニュースや話題のほか弘前さくらまつりや弘前ねぷたまつりなどのまつりやイベントが配信されており、ユーザーが動画投稿することも可能である。東日本大震災の際には情報提供に威力を発揮した。

## 本社・スタジオへのアクセス
- 路線バス - 弘前駅や弘前バスターミナル方面からは弘南バスの土手町循環100円バスおよび浜の町方面（土堂線を除く）へのバス・宮園団地線・岩賀線・神田線・五所川原線で下土手町バス停（1番乗り場）下車。下土手町バス停1番乗り場のそばに演奏所がある。

- 電車 - 弘南鉄道大鰐線中央弘前駅より徒歩約5分。
- 道路 - 青森県道3号弘前岳鰺ケ沢線（通称:土手町通り）沿い。

## 緊急告知ラジオ
2021年（令和3年）2月から緊急告知ラジオ（緊急告知FMラジオ）の運用を開始した。運用開始にあたり、市内の小学校・中学校・高等学校の全校、浸水域にある幼稚園・こども園・保育所、要配慮者施設に無料配布した。希望者にもFMアップルウェーブが販売している。FMアップルウェーブ専用で他局の放送は受信できない。正月を除く毎月1日の12時に起動試験を実施する。